# François de L'Aubespine
Pour les articles homonymes, voir Aubespine et Châteauneuf.
François de L'Aubespine, marquis de Hauterive (vers 1584-1670), est un militaire français des XVIe et XVIIe siècles. Il sert successivement dans les armées des États de Hollande puis du royaume de France durant la première moitié du XVIIe siècle ; gouverneur de la ville de Bréda, il termine sa carrière avec le grade de Lieutenant général des armées du Roi. Il est le grand-père du duc de Saint-Simon.

## Biographie
Issu d'une vieille famille de conseillers et de secrétaires d'État, il est le fils de Guillaume de L'Aubespine, baron de Châteauneuf, et de Marie de La Châtre. Il est aussi le frère de Charles de L'Aubespine, marquis de Châteauneuf.
Il fut parmi les Français qui se mirent, au début du XVIIe siècle, au service des États de Hollande pour continuer la guerre contre l'Espagne. Au siège de Juliers, en 1610, son nom figure parmi les officiers du régiment de Béthune. L'Aubespine était commandant d'un des trois régiments français au service des États généraux des Pays-Bas.
Il participa au siège de Groenlo de 1627, comme négociateur entre les troupes espagnoles assiégées dans la forteresse et les troupes hollandaises.
En 1644, il est colonel d'un des régiments français au service des États. On trouve dans la Correspondance des Ambassadeurs  plusieurs lettres de lui.
Il obtint la confiance du prince Henri-Frédéric, en raison de son hostilité au cardinal de Richelieu.
Le marquis de Hauterive fut général de l'infanterie française en Hollande et gouverneur de Bréda. Il fut plus tard lieutenant-général des armées du roi. Il meurt le 17 mars 1670.

## Mariage et descendance
Il épouse le 17 novembre 1631 Éléonore de Volvire, marquise de Ruffec, fille unique de Philippe de Volvire, marquis de Ruffec, et d'Aimerie de Rochechouart Mortemart. Elle meurt le 20 novembre 1690 à l'âge de 86 ans. Dont : 
- Charles de L'Aubespine, marquis de Châteauneuf, mort en 1716, marié avec Elisabeth Loisel, dont postérité ;
- Philippe de L'Aubespine, comte de Sagonne, mort en 1686, marié en 1681 avec Catherine Sylvie de Bigny, sans postérité ;
- Charlotte de L'Aubespine, morte en 1725, mariée en 1672 avec Claude de Rouvroy, 1er duc de Saint-Simon, mère du duc de Saint-Simon, le mémorialiste[4] ;
- Marie-Anne de L'Aubespine, morte en 1729, mariée en 1671 avec Louis de Harlay, marquis de Champvallon, tué en 1674 à la bataille de Seneffe, dont un fils mort sans postérité[5].